# História do alfabeto
Acredita-se que a história do alfabeto tenha se iniciado no Egito Antigo, quando já havia decorrido mais de um milênio da história da escrita. O primeiro alfabeto consonantal teria surgido por volta de 2000 a.C., representando o idioma dos trabalhadores semitas no Egito (ver Alfabetos da Idade do Bronze Médio), e que foi influenciado pelos princípios alfabéticos da escrita hierática egípcia. Quase todos os alfabetos do mundo hoje em dia descendem diretamente deste desenvolvimento, ou foram inspirados por ele.
O alfabeto mais utilizado no mundo é o alfabeto latino, derivado do alfabeto grego, o primeiro alfabeto ''real'', por designar de maneira consistente letras tanto a consoantes quanto a vogais. O alfabeto grego, por sua vez, veio do alfabeto fenício, que na realidade era um abjad - um sistema no qual cada símbolo representa uma consoante.

## Primeiros alfabetos
Duas escritas são bem-atestadas desde antes do final do quarto milênio a.C.; o cuneiforme mesopotâmico e os hieróglifos egípcios. Ambos eram bem conhecidos na região do Oriente Médio onde surgiu o primeiro alfabeto a ser usado em grande escala, o fenício. Existem indícios que mostram que o cuneiforme estaria começando a desenvolver propriedades alfabéticas em alguns dos idiomas para os quais ele foi adaptado, como pôde ser visto novamente, mais tarde, na escrita cuneiforme persa antiga. O silabário de Biblos tem semelhanças gráficas sugestivas tanto com o hierático egípcio quanto com o alfabeto egípcio, porém até hoje ele não foi decifrado, e pouco pode ser dito sobre o papel que ele teve - se é que o teve - na história do alfabeto.

## Alfabetos consonantais

### Alfabeto semítico
A escrita proto-sinaítica do Egito ainda não foi totalmente decifrada. Ela parece, no entanto, ser alfabética, e que registrava um texto na língua canaanita. Os exemplos mais antigos foram grafitos encontrado na região do Sinai que datam de por volta de 1850 a.C.
| Forma ancestral reconstruída |          |          |             |            |                 |            |                  |           |          |           |         |             |          |            |             |          |            |            |            |             |               |                |
| Fenício                      |          |          |             |            |                 |            |                  |           | ;        |           |         |             |          |            |             |          |            |            |            |             |               |                |
| Possível acrofonia           | ʾalp boi | bet casa | gaml bastão | digg peixe | haw, hll hurra! | waw gancho | zen, ziqq algema | ḥet pátio | ṭēt roda | yad braço | kap mão | lamd espora | mem água | naḥš cobra | samek peixe | ʿen olho | piʾt curva | ṣad planta | qup macaco | raʾs cabeça | šananuma arco | taw assinatura |

Esta escrita semítica alocou aos hieróglifos egípcios valores consonantais com base em suas traduções semíticas. Assim, por exemplo, o hieróglifo per ("casa", em egípcio), se tornou bayt ("casa", em semítico). A escrita era usada apenas de maneira esporádica, e manteve sua natureza pictográfica por meio milênio, até ser adotada para uso administrativo em Canaã. Os primeiros estados canaanitas a fazer um uso extensivo do alfabeto foram as cidades-estado fenícias, e por este motivo os estágios tardios da escrita canaanita são chamados de alfabeto fenício. Estas cidades da Fenícia eram estados marítimos, centros de uma vasta rede de comércio; rapidamente, o alfabeto fenício se espalhou por todo o Mediterrâneo. Duas variantes do alfabeto fenício tiveram grande impacto na história da escrita: o alfabeto aramaico e o alfabeto grego.

### Descendentes do abjad aramaico

Tabela mostrando os detalhes da de quatro alfabetos descendentes do abjad fenício: da esquerda para a direita, o alfabeto latino, o grego, o fenício original, o hebraico e o árabe.

Os alfabetos fenício e aramaico, como seu protótipo egípcio, representavam apenas consoantes, um sistema chamado de abjad. O alfabeto aramaico, que evoluiu a partir do fenício no século VII a.C. como escrita usada em caráter oficial no Império Aquemênida, parece ter sido o ancestral de quase todos os alfabetos modernos da Ásia:
- O alfabeto hebraico começou como uma variante local do aramaico imperial (o alfabeto hebraico original ainda é usado pelos samaritanos, na forma do alfabeto samaritano).[7][8]
- O alfabeto árabe é descendente do alfabeto aramaico, através do alfabeto nabateu, usado na região do atual sul da Jordânia.
- O alfabeto siríaco, usado após o século III d.C., evoluiu, através do pálavi e do sogdiano, até se transformar nos alfabetos do norte da Ásia, como a escrita orkhon, o alfabeto uigur, o alfabeto mongol e o alfabeto manchu.
- O alfabeto georgiano tem origem incerta, porém parece fazer parte do grupo perso-aramaico (ou talvez do grego).
- O alfabeto aramaico também é o ancestral mais provável dos alfabetos bramis do subcontinente indiano (ver escrita brami), que se espalharam ao Tibete, Mongólia, Indochina e ao arquipélago malaio, juntamente com as religiões hinduísta e budista. A China e o Japão, no entanto, embora tenham absorvido o budismo, já eram alfabetizados e mantiveram seus sistemas de escrita logográficos e silábicos.
- O alfabeto hangul foi inventado na Coreia no século XV. A tradição local afirma que teria sido uma invenção autônoma; o professor americano Gari Ledyard, no entanto, da Universidade Columbia, apontou que partes do seu sistema consonantal poderiam ter sido baseados em meia dúzia de letras derivadas da escrita tibetana através do alfabeto phagspa imperial, usado pela dinastia Yuan da China. O próprio tibetano é uma escrita brami. Considerado único entre os alfabetos no mundo, o resto das consoantes foram derivadas a partir deste grupo central, como um sistema de características distintivas.[9]

| Ocidental ← | Ocidental ← | Fenício | → Brami  | → Brami    | → Brami  | → Coreano |
| Latim       | Grego       | Fenício | Guzerate | Devanágari | Tibetano | → Coreano |
| ----------- | ----------- | ------- | -------- | ---------- | -------- | --------- |
| A           | Α           | Aleph   | અ        | अ          | ཨ        |           |
| B           | В           | Beth    | બ        | ब          | བ        | ㅂ        |
| C, G        | Г           | Gimel   | ગ        | ग          | ག        | ㄱ        |
| D           | Δ           | Daleth  | ધ (ઢ)    | ध (ढ)      | -        | ㄷ        |
| E           | Ε           | He      | હ        | ह          | ཧ        | (ㅱ)      |
| F, V        | Ϝ, Υ        | Waw     | વ        | व          | ཝ        |           |
| Z           | Ζ           | Zayin   | દ (ડ)    | द (ड)      | ད (ཌ)    | ㅈ        |
| H           | Η           | Heth    | ઘ        | घ          | -        |           |
| -           | Θ           | Teth    | થ (ઠ)    | थ (ठ)      | ཐ (ཋ)    |           |
| I, J        | Ι           | Yodh    | ય        | य          | ཡ        |           |
| K           | Κ           | Kaph    | ક        | क          | ཀ        | ㅋ        |
| L           | Λ           | Lamedh  | લ        | ल          | ལ        | ㄹㄹ      |
| M           | Μ           | Mem     | મ        | म          | མ        | ㅁ        |
| N           | Ν           | Nun     | ન        | न          | ན        | ㄴ        |
| -           | Ξ           | Samek   | શ        | श          | ཤ        |           |
| O           | Ο           | Ayin    | ?        |            |          |           |
| P           | Π           | Pe      | પ, ફ     | प, फ       | པ, ཕ     | ㅍ        |
| -           | Ϡ           | Sade    | સ        | स          | ས        |           |
| Q           | Ϙ           | Qoph    | ખ        | ख          | ཁ        |           |
| R           | Ρ           | Res     | ર        | र          | ར        | ㄹ        |
| S           | Σ           | Sin     | ષ        | ष          | ཥ        | ㅅ        |
| T           | Τ           | Taw     | ત (ટ)    | त (ट)      | ཏ (ཊ)    | ㅌ        |
A tabela mostra como o alfabeto se espalhou para o oeste (grego, latim) e para o leste (brami, coreano); a correspondência exata entre o fenício (através do aramaico) ao brami, no entanto, é incerta, especialmente devido às sibilantes e às letras entre parênteses. A transmissão do alfabeto do tibetano (através do 'phags-pa) para o hangul também é controversa.

## Alfabetos verdadeiros

### Alfabeto grego
Adoção

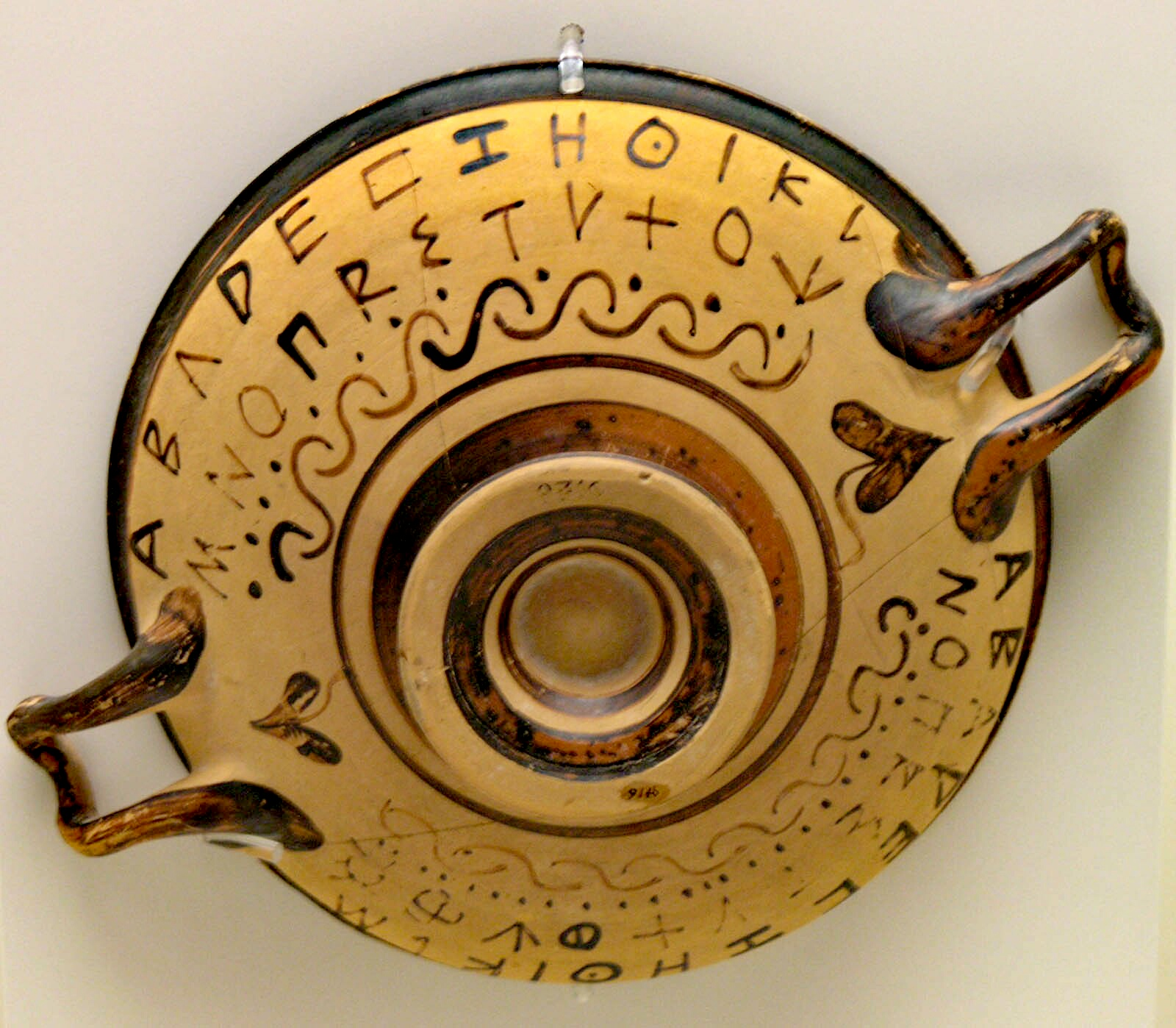
Alfabeto grego em antigo vaso em figura negra.

Por volta do século VIII a.C. os gregos adaptaram o alfabeto fenício para seu próprio idioma, criando no processo o primeiro alfabeto "verdadeiro", no qual as vogais tinham um status igual ao das consoantes. De acordo com as lendas gregas transmitidas pelo historiador Heródoto, o alfabeto teria sido levado da Fenícia para a Grécia por Cadmo. As letras do alfabeto grego eram as mesmas do alfabeto fenício, e ambos eram organizados na mesma ordem. Entretanto, enquanto a presença de letras separadas para vogais teria acabado por atrapalhar a legibilidade do egípcio, fenício ou hebraico, sua ausência é que se tornava problemática para o grego, idioma no qual as vogais desempenham um papel muito mais significativo. Os gregos usaram para representar as vogais algumas das letras fenícias que representavam fonemas do fenício que não tinham equivalentes no grego. Todos os nomes das letras do alfabeto fenício se iniciavam em consoantes, e estas consoantes indicavam aquilo que as letras representavam - fenômeno conhecido como o princípio acrofônico.
Como foi dito, diversas destas consoantes fenícias não existiam no grego, e portanto diversos nomes de letras passaram a ser pronunciados com vogais iniciais. Como o nome da letra supostamente deveria indicar o som desta letra, estas letras passaram a designar vogais no grego. Por exemplo, os gregos não tinham uma oclusiva glotal, ou um h, portanto as letras fenícias ’alep e he se tornaram o alfa e o e (posteriormente epsilon), e designando as vogais /a/ e /e/, no lugar das consoantes /ʔ/ e /h/. Como esta alteração apenas gerou cinco ou seis (dependendo do dialeto) das doze vogais existentes no grego da época, os gregos eventualmente criaram dígrafos e outras modificações, como ei, ou, e  o (que se tornou ômega), ou em alguns casos meramente ignoraram esta deficiência, como no caso dos a, i e u longos.
Diversas variantes do alfabeto grego foram desenvolvidas. Uma delas, conhecida como grego ocidental ou calcídico, era utilizado a oeste de Atenas e na Itália meridional. Outra variante, conhecida como grego oriental, foi usado na Ásia Menor (atual Turquia). Os atenienses, por volta de 400 a.C., adotaram esta última variação e eventualmente o resto do mundo grego seguiu este exemplo. Após escrever inicialmente da direita para a esquerda, os gregos eventualmente optaram por escrever da esquerda para a direita (ao contrário do fenício e da maior parte dos idiomas semíticos).
Descendentes
O alfabeto grego, por sua vez, virou a fonte de todas as escritas modernas da Europa. O alfabeto dos dialetos gregos ocidentais arcaicos, nos quais a letra eta continuou a ser um h, deu origem aos alfabetos itálico antigo e romano. Nos dialetos gregos orientais, que não tinham um /h/, o eta tomou o lugar de uma vogal, e permaneceu como tal no grego moderno e em todos os alfabetos derivados destas variantes orientais, como o glagolítico, o cirílico, o armênio, o gótico (que usava letras gregas e romanas) e, talvez, o georgiano.
Embora esta descrição tenha apresentado a evolução das escritas de uma maneira linear, esta é uma visão simplificada. O alfabeto manchu, por exemplo, que descende dos abjads da Ásia ocidental, também foi influenciado pelo hangul coreano, que foi considerado tanto como sendo independente (ponto de vista tradicional) ou ele próprio tendo sido derivado dos abugidas da Ásia Meridional. O georgiano, por sua vez, aparentemente deriva da família aramaica, porém foi fortemente influenciado, em sua concepção, pelo grego. O alfabeto grego é ele próprio, por sua vez, uma derivação dos hieróglifos através daquele primeiro alfabeto semítico, que posteriormente adotou meia dúzia de hieróglifos demóticos adicionais quando passou a ser usado para grafar o egípcio copta (alfabeto copta). O silabário cree, um abugida que parece ser uma fusão do devanágari e da estenografia de Pitman desenvolvida pelo missionário James Evans, uma invenção independente, também tem suas origens na escrita latina cursiva.